# 진북동
진북동(鎭北洞)은 전북특별자치도 전주시 덕진구의 법정동이자 행정동이다.

## 개요
진북동은 전주천과 건산천이 만나는 내안의 평원지대와 화산공원 아래 자연적으로 형성(도토리골, 어은골)된 취락지로 전라북도기념물 제71호인 숲정이순교지와 고찰인 진북사와 기린로전자상가가 위치하고 있다.

## 연혁
- 2005년 8월 1일 진북1동과 진북2동을 진북동으로 통폐합
- 1989년 5월 1일 전주시 덕진구 진북1동과 진북2동으로 개칭[2]
- 1973년 7월 1일 진북동이 진북1동과 진북2동으로 분동[3]
- 1946년 8월 15일 일제식 동명 변경으로 진북동으로 개칭
- 1930년 6월 30일 전주읍 구역 확장으로 소화정이라 명명

## 법정동
- 진북동

## 교육
- 전주전일초등학교
- 전주진북초등학교
- 전주중앙중학교

## 주요 기관
- 덕진구청
- 한국은행 전북본부
- 전북특별자치도교육청 전주학생교육문화관
- 전주고용복지플러스센터
- 전주교육지원청
- 북전주세무서

## 명소
- 숲정이 순교지

전라북도 기념물 제71호로 지정되고있는 천주교 순교지(일명 숲정이 순교지)는 초창기 천주교 입교와 더불어 점철되기 시작한 교난사의 본산으로서 1791년의 신해박해 그리고 1801년의 신유박해, 1827년의 정해박해, 1839년의 을해대교난, 마지막으로 전북 지방에서 가장 많은 희생자를 낸 병인박해를 통한 한국 천주교 교난사를 대변하는 역사적 명소의 하나다. 대부분의 순교자들이 지금의 진북동 우성아파트 자리인 숲정이에서 처형된 것으로 전해지고 있다.
- 북고사

진북동 진북터널과 서신교 사이의 가파른 산자락에 자리하고 있으며, 진북사라고도 한다. 조선초의 동국여지승람에는 등재되어 있지 않으며, 1790년대 경에 작성된 것으로 보이는 호남읍지의 전주부에 처음 등장하고 있다. 전라감사 이서구가 그 터를 잡았다는 산신각이 가장 오래된 건물이며 다른 법당은 근래에 지어진 건물이다.